# Mesnil-Clinchamps
Mesnil-Clinchamps è un ex comune francese di 997 abitanti situato nel dipartimento del Calvados nella regione della Normandia. Dal 1º gennaio 2017 è stato accorpato ai comuni di Champ-du-Boult, Le Gast, Courson, Fontenermont, Le Mesnil-Caussois, Le Mesnil-Benoist, Saint-Manvieu-Bocage, Saint-Sever-Calvados e Sept-Frères per formare il comune di Noues de Sienne, del quale costituisce comune delegato.

## Società

### Evoluzione demografica
Abitanti censiti